# Guru Nanak i el Fil Sagrat
Guru Nanak i el Fil Sagrat és una història sagrada del sikhisme.
L'hinduisme és la vèdica total tàntrica, ioga i bhakti de l'enfocament de sants de l'Índia cap a la meta final de la immortalitat. L'hinduisme té dos conceptes principals:
1. Nirguna brahman
2. Saguna brahman
Nirguna brahman té perspectives molt espiritualistes. Pertany al "no-res" que impregna cosmos sencer, que està més enllà de l'acció i és veritable "jo" a tot el món.
Saguna brahman es defineix com "totalitat". Saguna Brahman és un concepte que abasta accions diàries, els rituals sagrats i profans realitzats pels éssers humans es classifiquen com Saguna Brahman. Aquests rituals externs també es dirigeixen cap al mateix objectiu de Nirguna Brahman, és a dir, la totalitat i la immortalitat final. Es creu que totes les accions estan cobertes amb Maya (Maya és el poder d'enganyar o il·lusori del món; il·lusió per la qual el món és vist com quelcom separat de la realitat última singular) també ho és fins i tot un ritual més pur. No obstant això, no vol dir que no hi haja accions bones o dolentes.
Si bé el coneixement de Nirguna Brahman està cobert a Upanishads (els 108 Upanishads), Gita (Avadhuta Gita, Ashtavakra Gita, Bhagavad Gita), Sutra (Narada Bhakti Sutra, Ioga Sutras de Patanjali), i el Ioga Vasishta. Hi ha altres escriptures i smritis com ManuSmiriti, que cobreixen com el coneixement del brahman es reflecteix en el dia a dia de la vida, és a dir, Shaguna brahman.